# Schizonycha setosipennis
Schizonycha setosipennis är en skalbaggsart som beskrevs av Moser 1917. Schizonycha setosipennis ingår i släktet Schizonycha och familjen Melolonthidae. Inga underarter finns listade i Catalogue of Life.